# Machaerium martii
Machaerium martii är en ärtväxtart som beskrevs av Louis René Tulasne. Machaerium martii ingår i släktet Machaerium och familjen ärtväxter. Inga underarter finns listade i Catalogue of Life.